# Baga del Molí d'en Sala
La Baga del Molí d'en Sala és una obaga del terme municipal de Monistrol de Calders, al Moianès. Està situada al costat meridional del Molí d'en Sala, a l'esquerra de la riera de Sant Joan. És la continuïtat cap a ponent de la Baga del Coll.